# 佩恩 (洛特省)
佩恩（法語：Pern，法語發音：[pɛʁn]）是法國奥克西塔尼大区洛特省的一个市镇，属于卡奥尔区。

## 地理
佩恩（44°19'44"N, 1°24'15"E）面积25.66 平方千米，位于法国奧克西塔尼大區洛特省，该省份为法国西南部内陆省份，北起顺时针与科雷兹省、康塔爾省、阿韦龙省、塔恩-加龙省、洛特-加龍省和多尔多涅省接壤。
与佩恩接壤的市镇（或旧市镇、城区）包括：塞扎克、圣保罗-弗洛尼亚克、丰塔讷、拉巴斯蒂德马尔纳克、卡斯泰尔诺蒙拉捷。

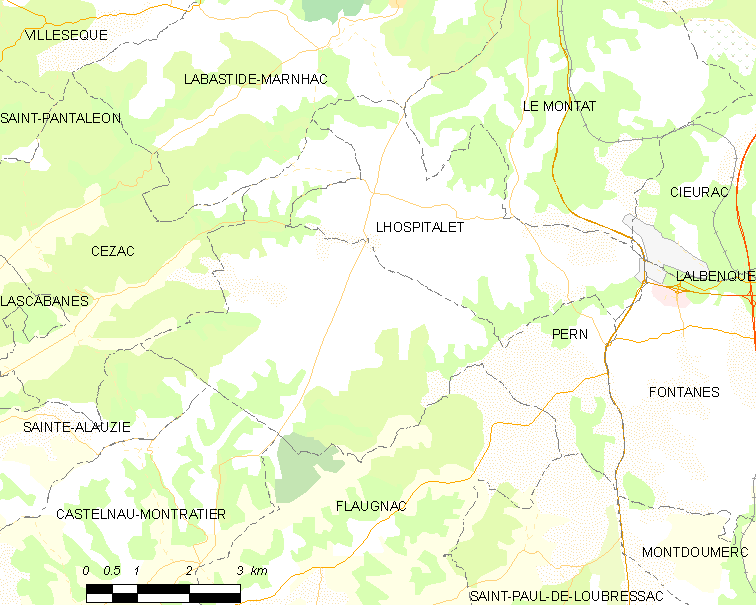
的OSM定位图

佩恩的时区为UTC+01:00、UTC+02:00（夏令时）。

## 行政
佩恩的邮政编码为46170，INSEE市镇编码为46217。

## 政治
佩恩所属的省级选区为南凯尔西边区县。

## 人口

1962-2008年间人口变化图示

佩恩于2022年1月1日时的人口数量为426人。